# Jumbilla
Jumbilla este un oraș din partea nordică a statului Peru, fiind capitala provinciei Bongará, regiunea Amazonas. Se află la o altitudine de 1 935 m.d.m..
La data ultimului recensământ din 2005, orașul număra 1 335 locuitori.